# Moeda de 2 euros

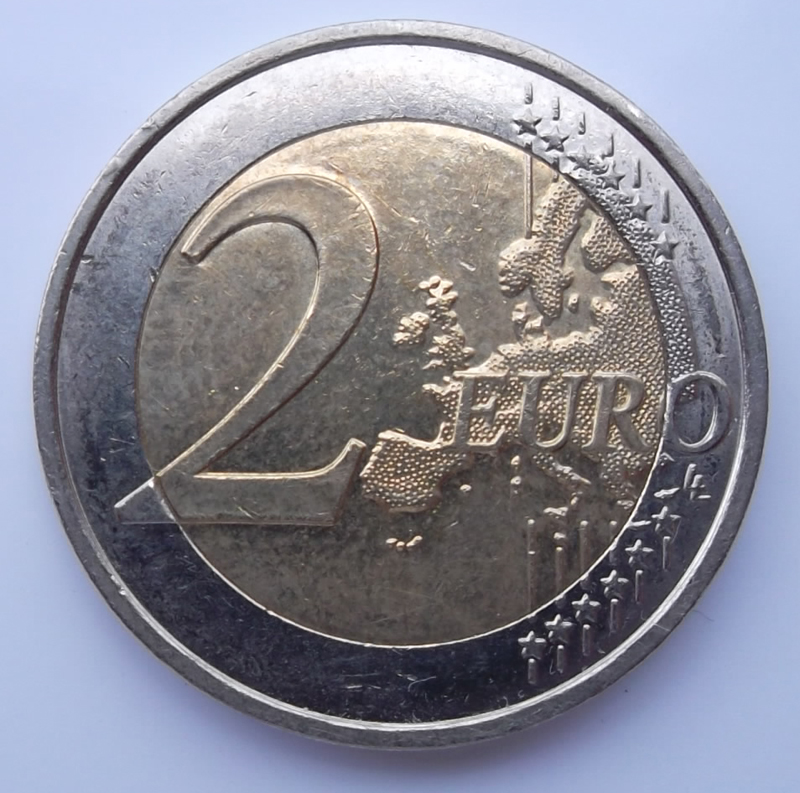
Moeda de 2 Euros

A moeda de 2 euros (€1) é uma moeda bimetálica com valor de dois euros. Ela é feita de duas ligas: a parte interna de latão e níquel, a parte externa de cuproníquel. Todas as moedas têm um reverso comum e lados nacionais específicos do país. A moeda é usada desde 2002, com o atual design do lado comum datando de 2007.
A moeda de 2 euros é a moeda de euro com curso legal[3] e, portanto, existe um grande número de faces nacionais, incluindo três emissões de faces comemorativas idênticas por todos os membros da zona euro.

## História
A moeda data de 2002, quando moedas e notas de euro foram introduzidas na zona do euro de doze membros e seus territórios relacionados. O lado comum foi desenhado por Luc Luycx, um artista belga que venceu uma competição europeia para desenhar as novas moedas. O desenho das moedas de um e dois euros pretendia mostrar a União Europeia (UE) como um todo, com os então 15 países mais unidos do que nas moedas de 10 a 50 centavos (as moedas de 1 a 5 centavos mostravam a UE como uma só, embora pretendessem mostrar seu lugar no mundo).
Havia então 15 versões dos lados nacionais (zona do euro + Mônaco, San Marino e Vaticano, que podiam cunhar os seus próprios) e em cada caso havia uma competição nacional para decidir o desenho, que tinha que obedecer a especificações uniformes, como a exigência de incluir doze estrelas (ver moedas de euro). Os desenhos nacionais não podiam mudar até o final de 2008, a menos que um monarca (cujo retrato geralmente aparece nas moedas) morresse ou abdicasse. Isso aconteceu em Mônaco e na Cidade do Vaticano, resultando em três novos designs em circulação (o Vaticano tinha um design de sede vacante provisório até que o novo Papa fosse eleito). Os designs nacionais passaram por algumas mudanças, pois agora são obrigados a incluir o nome do país emissor: anteriormente, nem a Finlândia nem a Bélgica mostravam isso. A partir de 2010, Áustria, Alemanha e Grécia são obrigadas a mudar seus designs devido a essa exigência no futuro.
Como a adesão à UE se expandiu em 2004 e 2007, com novas expansões previstas, a face comum de todas as moedas de euro de valores de 10 centavos ou mais foi redesenhada em 2007 para mostrar um novo mapa. Este mapa mostrou a Europa, não apenas a UE, como uma massa de terra contínua; no entanto, Chipre foi movido para o oeste, pois o mapa foi cortado após o Bósforo (que foi visto como excluindo a Turquia por razões políticas). O redesenho de 2007 coincidiu com a primeira ampliação da zona do euro naquele ano, com a entrada da Eslovênia. Portanto, o design esloveno foi adicionado aos designs em circulação. Desde então, designs para Chipre, Malta, Eslováquia, Estónia, Letónia, Lituânia e Croácia foram adicionados, à medida que cada um desses estados se juntou à zona do euro. Andorra começou a cunhar seus próprios designs em 2014, após ganhar o direito de fazê-lo.

## Design

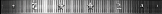
Borda de uma moeda de 2 euros

As moedas bimetalicas são compostas de duas ligas. O círculo interno é composto de latão-níquel e o anel externo de três camadas (cobre-níquel, níquel, cobre-níquel), dando à moeda uma aparência bicolor. A moeda tem um diâmetro de 25.75 mm, espessura de 2.20 mm e uma massa de 8.5 gramas. As bordas das moedas consistem em segmentos alternados: três lisos, três finamente nervurados. As moedas foram usadas desde 2002, embora algumas sejam datadas de 1999, que é o ano em que o euro foi criado como moeda, mas não colocado em circulação geral.

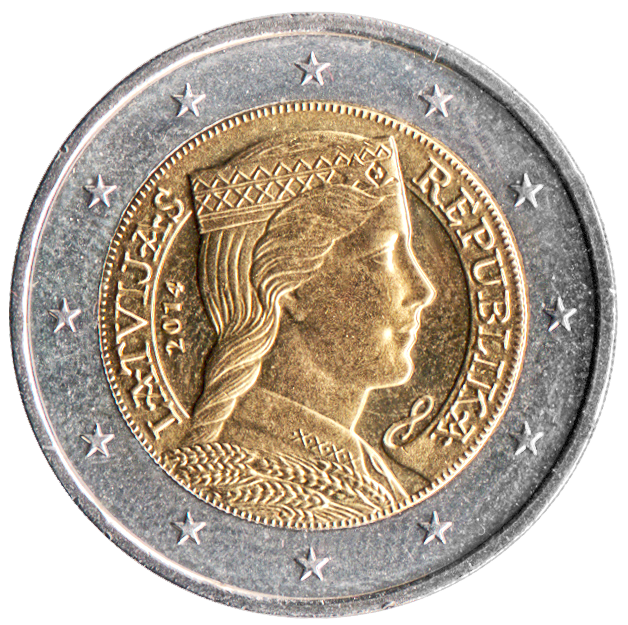
Face comum da moeda de Letónia

### Lado reverso (comum)
O reverso foi projetado por Luc Luycx e exibe um mapa da Europa, sem incluir a Islândia e cortando, em um semicírculo, no Bósforo, ao norte pelo meio da Ucrânia, depois a Rússia e pelo norte da Escandinávia. Chipre está localizado mais a oeste do que deveria estar e Malta é mostrada desproporcionalmente grande para que apareça no mapa. Seis linhas finas cortam o mapa, exceto onde há massa de terra, e têm uma estrela em cada extremidade — refletindo as doze estrelas na bandeira da Europa. Do outro lado do mapa está a palavra EURO, e um grande número 1 aparece no lado esquerdo da moeda. As iniciais do designer, LL, aparecem ao lado de Chipre.
Em 2007, o mapa foi atualizado para refletir as ampliações da UE em 2004 e 2007. Além de representar os países recém-adicionados, o novo design era praticamente o mesmo. O mapa era menos detalhado e não mostrava fronteiras nacionais. As linhas verticais que atravessam o terço mais à direita da moeda são interrompidas no meio para abrir caminho para a Europa Oriental.

## Bordas
As bordas da moeda de 2 euros variam de acordo com o estado emissor;
| País                                                  | Inscrição de borda | Descrição |
| ----------------------------------------------------- | ------------------ | --- |
| Alemanha                                              |                    | "EINIGKEIT UND RECHT UND FREIHEIT" (UNIDADE E JUSTIÇA E LIBERDADE em Alemão), o lema nacional da Alemanha e o início do Hino nacional da Alemanha, seguido pelo Águia Federal. |
| Áustria                                               |                    | A sequência "2 EURO ★★★" repetiu-se quatro vezes alternadamente na vertical e invertida.                                                                                       |
| Bélgica, França, Irlanda, Luxemburgo, Mônaco, Espanha |                    | A sequência "2 ★ ★" repetida seis vezes alternadamente na vertical e invertida.                                                                                                |
| Croácia                                               |                    | "O LIJEPA O DRAGA O SLATKA SLOBODO" ("Oh linda, oh querida, oh doce liberdade" em croata, de Dubravka).                                                                        |
| Chipre                                                |                    | A sequência "2 ΕΥΡΩ 2 EURO" repetida duas vezes (2 EURO em Grego e Turco). |
| Eslováquia                                            |                    | "SLOVENSKÁ REPUBLIKA" (REPÚBLICA ESLOVACA em eslovaco) com duas estrelas e uma folha de tília entre elas.                                                                      |
| Eslovênia                                             |                    | "SLOVENIJA •" (ESLOVÊNIA em esloveno) |
| Estónia                                               |                    | "EESTI ○" (ESTÓNIA em estoniano) vertical e invertido. |
| Finlândia                                             |                    | "SUOMI FINLAND" (FINLÂNDIA em ambos Finlandês e Sueco, as duas línguas oficiais da Finlândia), seguido por três cabeças de leão.                                               |
| Grécia                                                |                    | "ΕΛΛΗΝΙΚΗ ΔΗΜΟΚΡΑΤΙΑ ★" (ELLINIKI DHIMOKRATIA ★: "REPÚBLICA HELÉNICA" em Grego).                                                                                               |
| Itália, San Marino, Vaticano                          |                    | A sequência “2 ★” foi repetida seis vezes alternadamente na vertical e invertida.                                                                                              |
| Letónia                                               |                    | "DIEVS ★ SVĒTĪ ★ LATVIJU ★" ("Deus abençoe a Letônia!") |
| Lituânia                                              |                    | "LAISVĖ ★ VIENYBĖ ★ GEROVĖ ★" (“Liberdade, Unidade, Prosperidade” em lituano)                                                                                                  |
| Malta                                                 |                    | A sequência “2✠✠” (com cruzes de Malta) repetida seis vezes alternadamente na vertical e invertida                                                                             |
| Países Baixos                                         |                    | "GOD ★ ZIJ ★ MET ★ ONS ★" (DEUS ESTEJA CONOSCO em holandês). As mesmas letras foram aplicadas às moedas de maior denominação florim.                                           |
| Portugal                                              |                    | O desenho da borda apresenta os sete castelos e cinco brasões também encontrados no lado nacional, todos igualmente espaçados.                                                 |